# Ilattia inornata
Ilattia inornata là một loài bướm đêm trong họ Noctuidae.